# آم أ بيليفر
أنا مؤمن (بالإنجليزية: I'm A Believer)‏ هي أغنية من تأليف نايل دياموند وسجلها المونكيز في عام 1966 مع المغني الرئيسي ميكي دولنز. بلغت الأغنية التي أنتجها جيف بيري المركز الأول على لائحة بيلبورد هوت 100 للأسبوع في 31 ديسمبر 1966 وبقيت على القائمة لمدة سبعة أسابيع، لتصبح آخر أغنية في الرقم 1 لعام 1966 والأكثر مبيعاً على الإطلاق لعام 1967. سجل بيلبورد الرقم القياسي كأغنية رقم 5 لعام 1967.[بحاجة لمصدر] وبسبب 1,051,280 طلباً مسبقاً، ذهب الذهب في غضون يومين من الإصدار. وهي واحدة من أقل أربعين أغنية منفردةباعت أكثر من 10 مليون نسخة مادية في جميع أنحاء العالم.
كانت الأغنية رقم 1 في قائمة الأغاني المنفردة بالمملكة المتحدة لمدة أربعة أسابيع في يناير وفبراير 1967 ووصلت إلى المركز الأول في العديد من البلدان، بما في ذلك أستراليا، نيوزيلندا، كندا وأيرلندا.
ظهرت الأغنية في أربع حلقات متتالية من البرنامج التلفزيوني المونكيز في ديسمبر 1966.

## وصلات خارجية
- كلمات الأغنية الكاملة على مترولايركس